# Adam Didur
Adam Didur (ur. 24 grudnia 1874 w Woli Sękowej, zm. 7 stycznia 1946 w Katowicach) – polski śpiewak; jeden z najznakomitszych basów przełomu XIX i XX wieku.

## Pochodzenie
Urodził się 24 grudnia 1874 w Woli Sękowej. Był nieślubnym synem Wincenty Jasińskiej (1848–1924) i – według przekazu najstarszej córki – ziemianina Jakuba Wiktora h. Brochwicz (1814–1887), właściciela majątku dworskiego w Woli Sękowej. Jego matka była córką Józefa (leśniczego z Woli Sękowej k. Sanoka) i Karoliny Terleckiej, prawnuczki Barbary Potockiej z Wieliczki. Według różnych relacji dwa lata po urodzeniu syna, Jasińska wyszła za mąż (6 lutego 1876, w kościele św. Mikołaja w Nowotańcu) za miejscowego organistę wyznania greckokatolickiego Antoniego Didura (ur. 1852), syna Prokopa (Ukraińca ze wsi Siechów w powiecie stryjskim) i Anny z domu Melnik, który zgodził się usynowić chłopca. Po raz pierwszy Adama Jasińskiego ochrzczono w niemowlęctwie w miejscowej cerkwi greckokatolickiej pw. św. Michała Archanioła w Woli Sękowej. Po raz drugi, zgodnie z metryką odnalezioną przez córkę już po śmierci ojca, w kościele rzymskokatolickim w Stryju w wieku 11 lat, 1 stycznia 1885 r.

## Życiorys

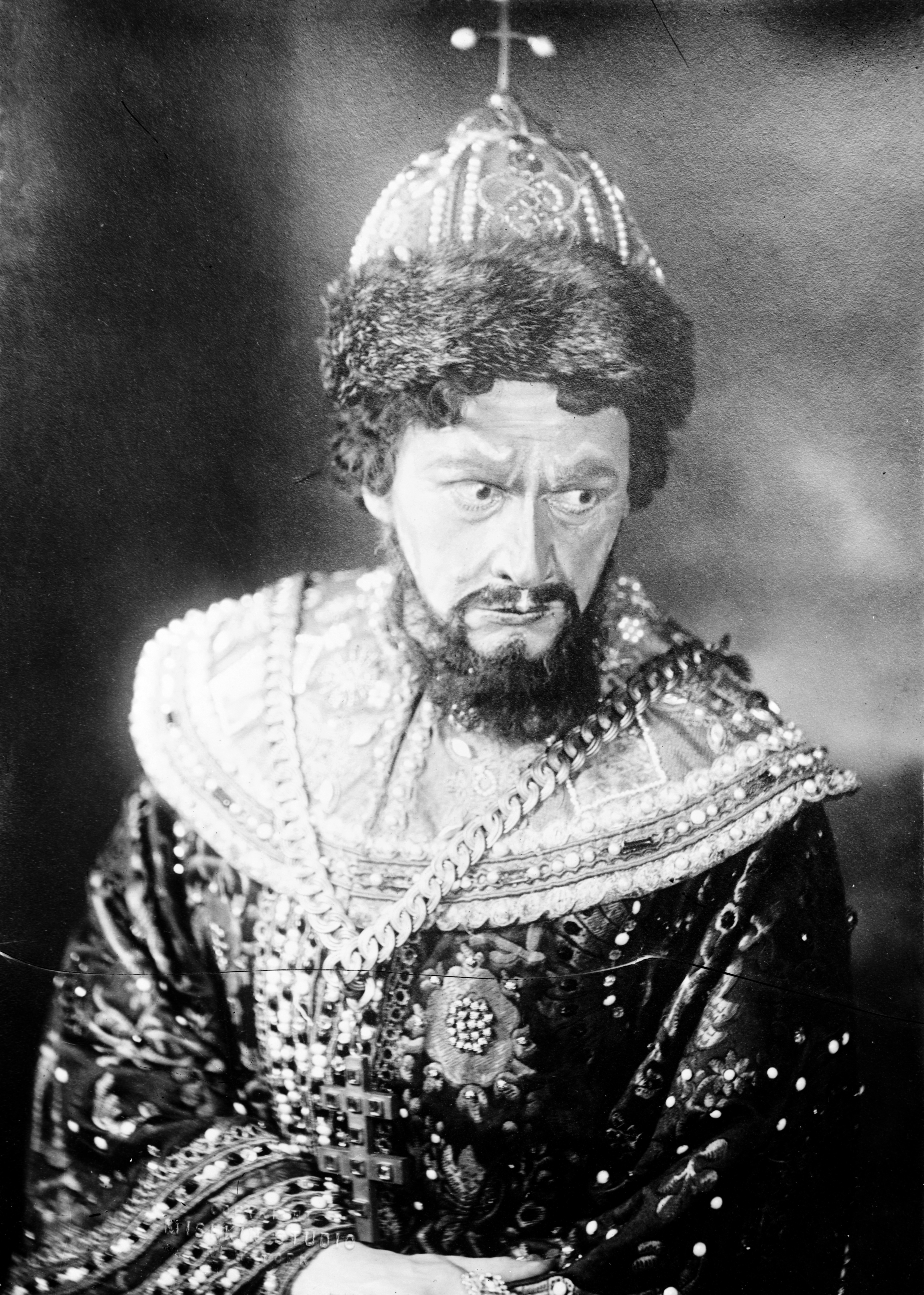
Adam Didur w operze Borys Godunow

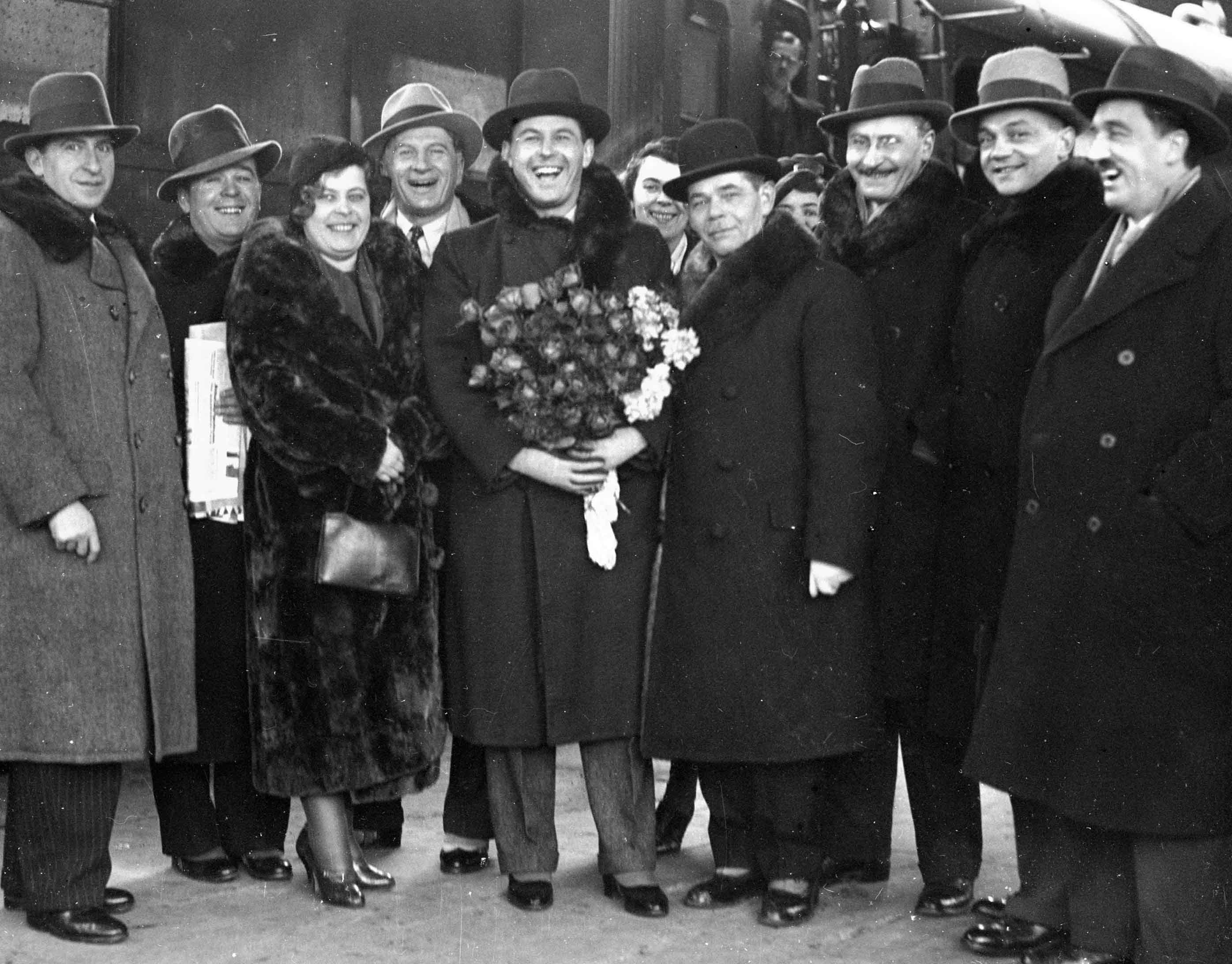
Pożegnanie Jana Kiepury (z kwiatami) na krakowskim dworcu kolejowym przez Adama Didura (4. z lewej) i sekretarz redakcji IKC Jadwigę Zbrożkówną (3. z lewej) w styczniu 1935

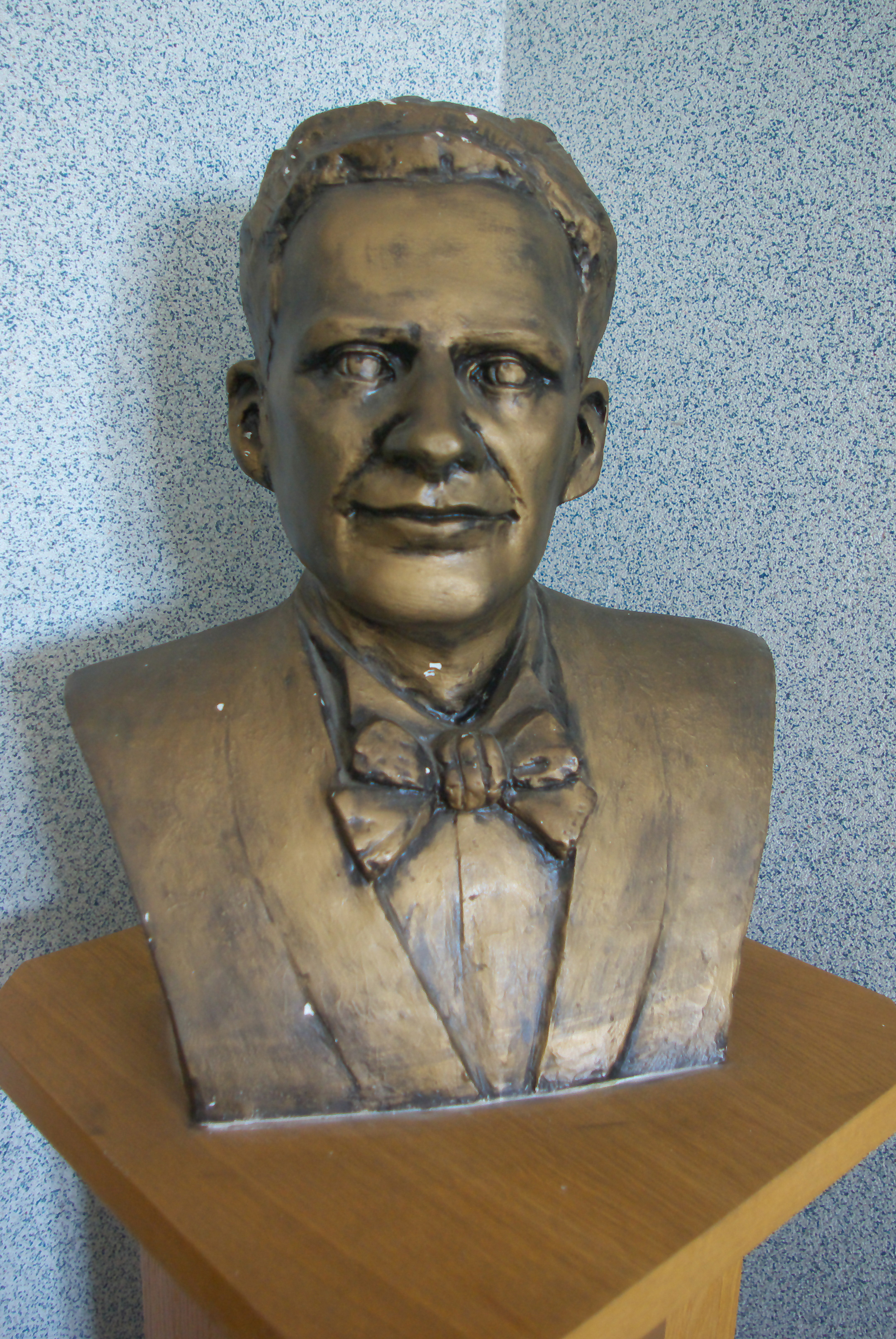
Popiersie Adama Didura w sanockim ratuszu przy ulicy Rynek 1

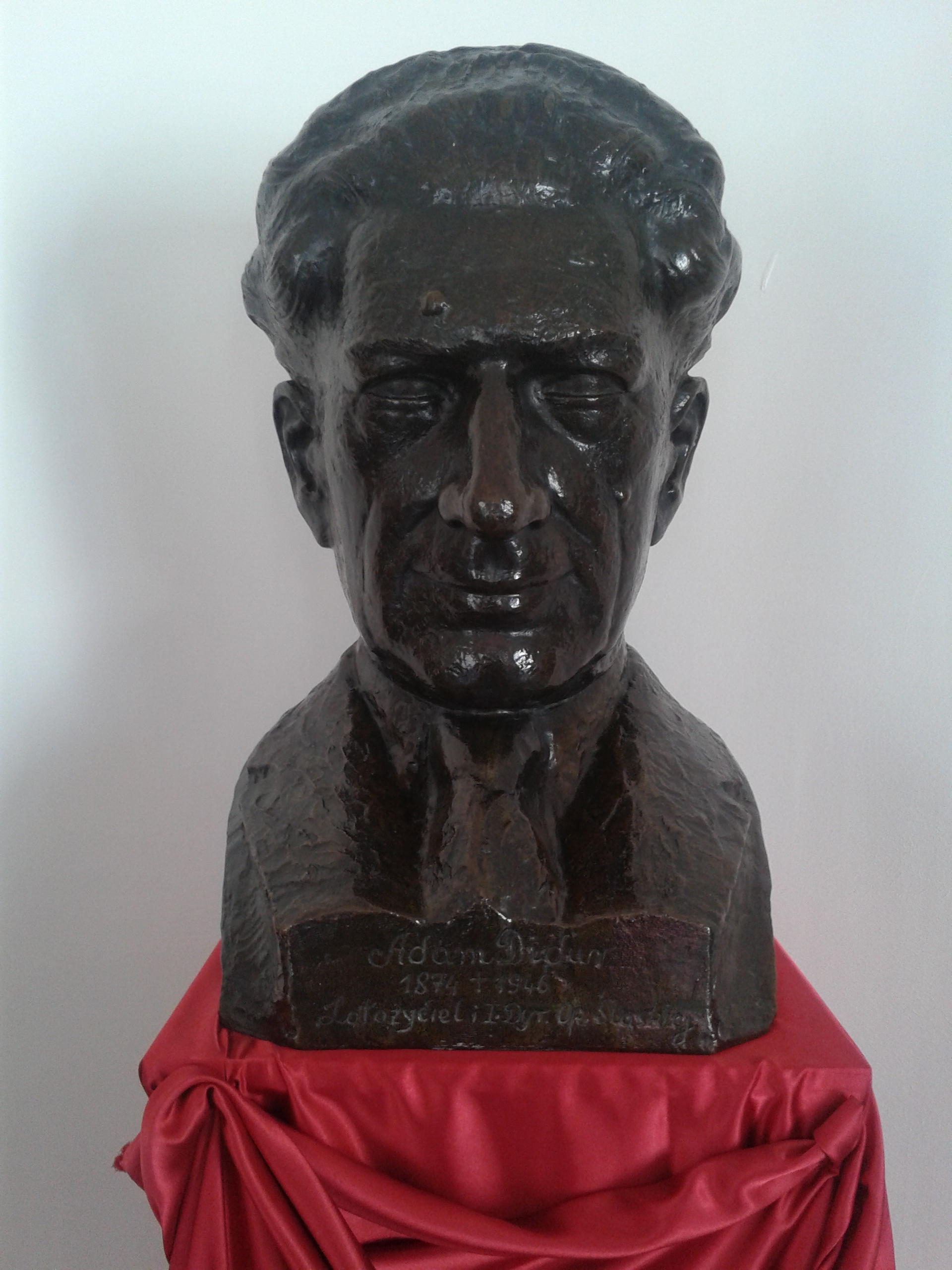
Adam Didur - popiersie w gmachu Opery Śląskiej

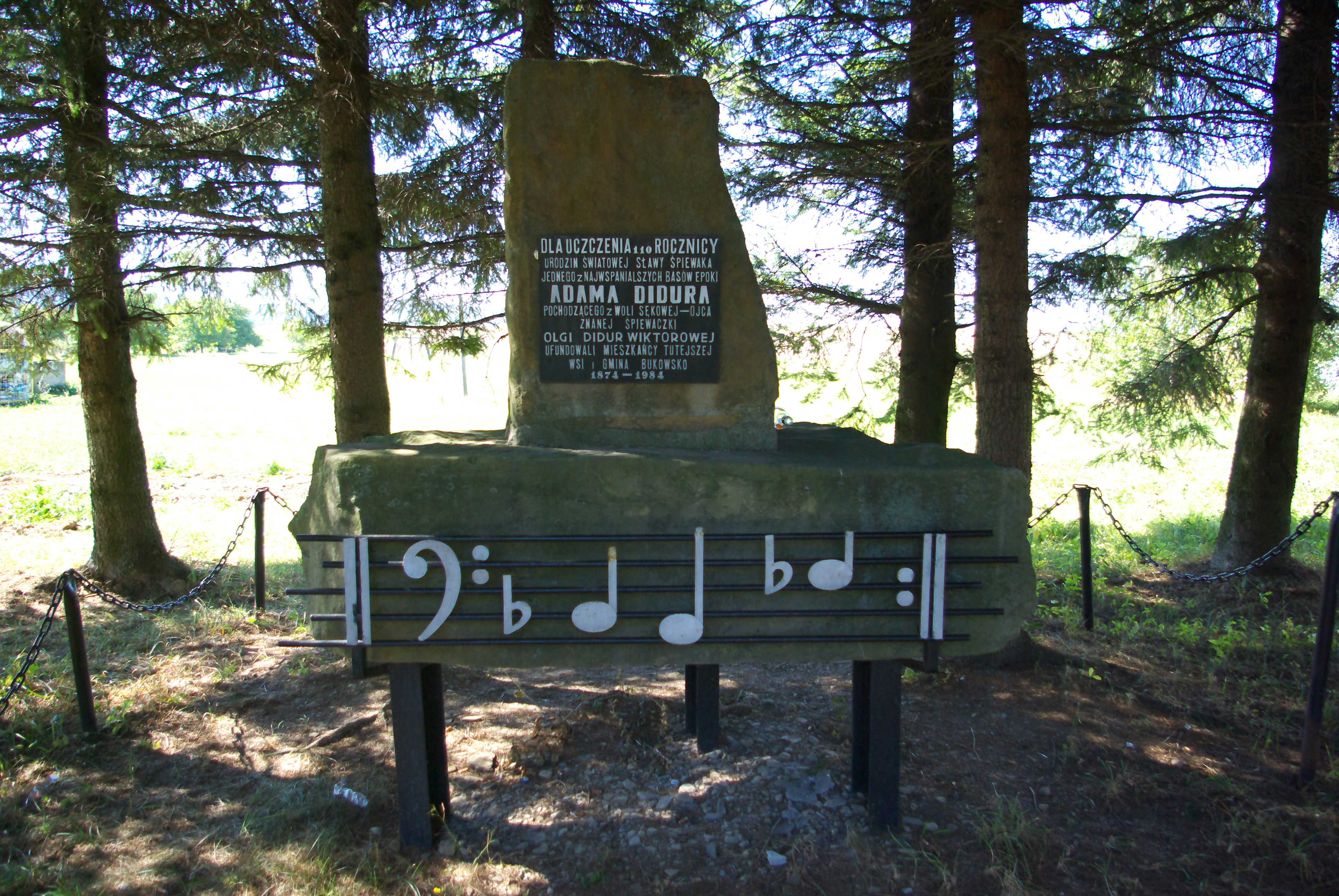
Pomnik Adama Didura i Olgi Didur-Wiktorowej w Woli Sękowej

Po ukończeniu gimnazjum wyjechał do Lwowa, rozpoczął naukę w Seminarium Nauczycielskim oraz wstąpił do chóru studenckiego na Uniwersytecie Lwowskim. W wieku 18 lat rozpoczął lekcje śpiewu u Walerego Wysockiego w Galicyjskim Towarzystwie Muzycznym we Lwowie. Dzięki stypendium miłośnika śpiewu zachwyconego jego głosem (ufundowanego przez skromnego urzędnika kolejowego Jana Raspa), wyjechał na dalsze studia muzyczne do Włoch. Karierę operową rozpoczął w 1894 r. na scenie teatru w Pinerolo koło Turynu w partii Ojca Gwardiana w Mocy przeznaczenia Giuseppe Verdiego. Występował często na scenie lwowskiego Teatru Wielkiego, we Lwowie nauczał także w Galicyjskim Towarzystwie Muzycznym. Śpiewał też na innych scenach włoskich, a następnie w Aleksandrii oraz w Kairze, gdzie odniósł sukcesy, m.in. w Aidzie Verdiego i Hugenotach Meyerbeera. Zaproszono go do udziału w wykonaniu IX Symfonii Beethovena z zespołem La Scali. Później śpiewał w Rio de Janeiro i Buenos Aires. W sezonie 1898/99 śpiewał na scenie teatru w Messynie. W latach 1899–1903 był stałym solistą Opery Warszawskiej, a w 1903–1906 ponownie śpiewał w mediolańskiej La Scali. 14 listopada 1908 r. zadebiutował tytułową rolą w operze Arriga Boita Mefistofeles na scenie nowojorskiej Manhattan Opera, a dwa dni później, na otwarciu sezonu w Metropolitan Opera (MET) w Aidzie Verdiego. Śpiewał tam partię Ramfisa w niezwykłym towarzystwie: partię tytułową śpiewała Emmy Destinn, w roli Amneris wystąpiła Louise Homer, Radamesem był Enrico Caruso, ojcem Aidy (Amonastro – król Etiopów) – Antonio Scotti, zaś całością przedstawienia dyrygował debiutujący również w Metropolitan Opera Arturo Toscanini. Zostawszy w 1914 r. solistą nowojorskiej Metropolitan Opera nie zrezygnował z europejskiej kariery. Na scenie MET występował 729 razy oraz miał 182 występy z zespołem MET w innych teatrach Ameryki.
Rozgłos zyskał także w Rosji, gdzie występował wielokrotnie. Sławy jego nie przyćmiły nawet występy wielkiego Fiodora Szalapina.
W latach 1922–1924 występował we Lwowie w Tosce, Fauscie, Żydówce i Hugenotach, w roku 1926 w Fauście śpiewał wraz ze swoją córką Olgą Didurówną. 
W 1932 r. wycofał się ze sceny i powrócił do kraju poświęcając się pracy pedagogicznej. W latach 30. był profesorem klasy operowej w Lwowskim Konserwatorium Muzycznym im. Karola Szymanowskiego, prowadził też szkołę operową. W latach 1934–1939 mieszkał we Lwowie. W sezonie 1938–1939 był kierownikiem artystycznym i muzycznym Opery Lwowskiej. Był m.in. odkrywcą i opiekunem artystycznym Wiktorii Calma. W 1936 r. wcielił się w rolę Jerzego Gila w filmie fabularnym pt. Amerykańska awantura (wg scenariusza Światopełka Karpińskiego i w reżyserii Ryszarda Ordyńskiego), który nie zachował się do współczesności. W latach 30. odwiedzał rodzinną Wolę Sękową, gdzie w miejscowym dworze mieszkał jego ojciec i córka Olga, której mężem został przedstawiciel rodu Wiktorów. Jego uczniem był tenor Zdzisław Pręgowski.
W 1939 został dyrektorem opery w Warszawie. Podczas II wojny światowej w trakcie okupacji niemieckiej przebywał w stolicy i poświęcał się pracy pedagogicznej. Po zakończeniu wojny osiadł na Śląsku. Został mianowany dziekanem Wydziału Wokalnego w Konserwatorium Muzycznym w Katowicach. W 1945 zorganizował Państwową Operę Śląską w Bytomiu, gdzie był jej pierwszym dyrektorem. Zmarł nagle 7 stycznia 1946 w Katowicach w trakcie przerwy lekcyjnej. Został pochowany na cmentarzu przy ul. Francuskiej w Katowicach 9 stycznia 1946.

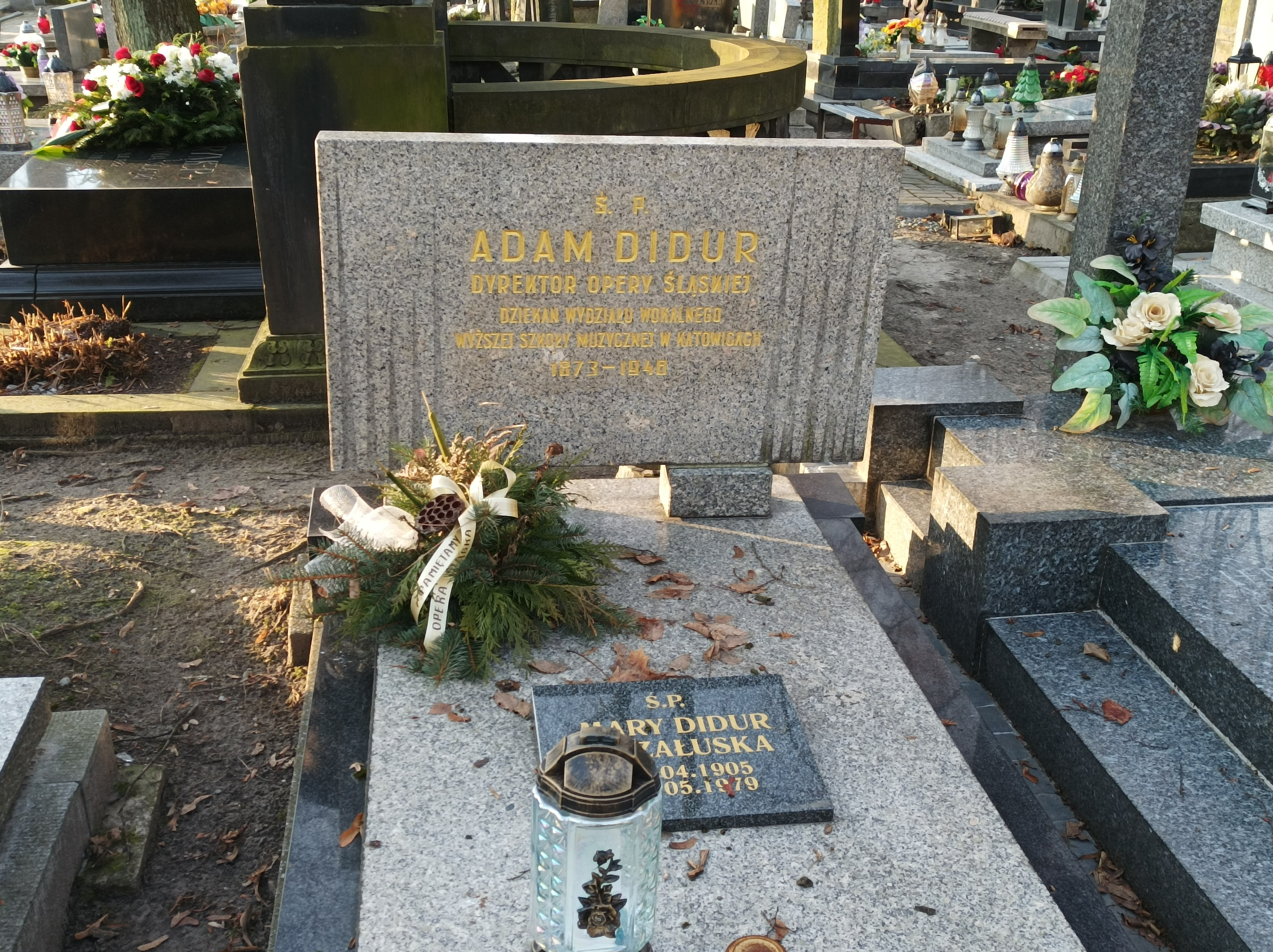
Grób Adama Didura na cmentarzu przy ul. Francuskiej w Katowicach

Miał wspaniały głos o rozległej skali, pozwalającej mu śpiewać niektóre partie barytonowe, oraz znakomitą technikę i temperament aktorski. Do historii przeszły jego kreacje Borysa Godunowa w operze Musorgskiego, Mefista w Fauście Gounoda i Don Basilia w Cyruliku sewilskim Rossiniego.
Adam Didur był dwukrotnie żonaty – po raz pierwszy z Angelą Arandą-Arelano (1874–1928), śpiewaczką meksykańską pochodzącą z Hiszpanii, z którą ożenił się w 1895 r. W 1929 poślubił francuską tancerkę Marguerite Vignon (związek trwał kilka lat). Z Angelą Arandą miał pięć córek: Ewę (ur. 1896, jej ojcem chrzestnym był Arturo Toscanini), Anielę (ur. 1898), Olgę (ur. 1900), Stanisławę (ur. 1902), Marię (1905, późniejsza tożsamość: Mary Didur-Załuska). Dwie z nich zmarły w dzieciństwie na chorobę płuc (Aniela w 1916, Stanisława w 1918). Trzy pozostałe (Ewa, Olga i Mary) były śpiewaczkami operowymi, m.in. występującymi w Metropolitan Opera. Adam Didur wspólnie z trzema córkami 16 kwietnia 1926 r. występował w operze Faust wystawianej we Lwowie (Adam Didur grał Mefistofelesa, Ewa grała rolę Małgorzaty, Olga – Martę, a Mary – Siebla). Córka Mary Didur-Załuska po latach ustaliła dane biograficzne dotyczące ojca, w tym kwestie związane z jego urodzeniem.

## Ordery i odznaczenia
- Krzyż Oficerski Orderu Odrodzenia Polski (30 kwietnia 1927)[17][18][a]
- Złoty Krzyż Zasługi (pośmiertnie, 18 stycznia 1946)[19]

## Upamiętnienie
- Od 1979 Opera Śląska w Bytomiu organizuje Ogólnopolski a od 2004 Międzynarodowy Konkurs Wokalistyki Operowej im. Adama Didura. Ponadto w Operze jego imieniem została nazwana Sala Koncertowa im. Adama Didura[20].
- W ramach obchodów 110. rocznicy urodzin artysty 30 grudnia 1984 w rodzinnej Woli Sękowej ustanowiono pomnik upamiętniającego Adama Didura i córkę Olgę Didur-Wiktorową[21]. Inicjatorem ustanowienia pomnika był miejscowy sołtys Tadeusz Czapla[22].
- W latach 80. wojewoda krośnieński przyznawał nagrodę im. Adama Didura[23].
- W Sanoku odbywa się Festiwal muzyki operowej im. Adama Didura. W pierwotnej pierwszej edycji pod nazwą „Promocje im. Adana Didura” w grudniu 1989 uczestniczył ostatni wnuk artysty, Adam Wiktor Didur[24][25][26].
- Na terenie Sanoka, w dzielnicy Dąbrówka znajduje się ulica nazwana jego imieniem i nazwiskiem[27].